# Henning von Tresckow
Hermann Henning Karl Robert von Tresckow, röviden Henning von Tresckow (Magdeburg, 1901. január 10. – Białystok, 1944. július 21.) német katonacsaládból származó tábornok, a Harmadik Birodalom tisztje volt, aki az Adolf Hitler elleni ellenállási mozgalmat szervezte. 1943 márciusában a Hitler elleni merénylet fő szervezője volt, továbbá a Walküre hadműveletben is részt vett. Mikor kiderült a szerepe, a többi összeesküvőt és családját mentendő oly módon lett öngyilkos, hogy a keleti fronton való elesést színlelt.